# Jo Walton
Pour les articles homonymes, voir Walton.
Ne doit pas être confondu avec Jo Clayton.
Œuvres principales
- Les Griffes et les Crocs
- Morwenna
- Série Le Subtil Changement
- Mes vrais enfants

Jo Walton, née le 1er décembre 1964 à Aberdare au pays de Galles, est une autrice britannique de science-fiction et de fantasy.

## Biographie

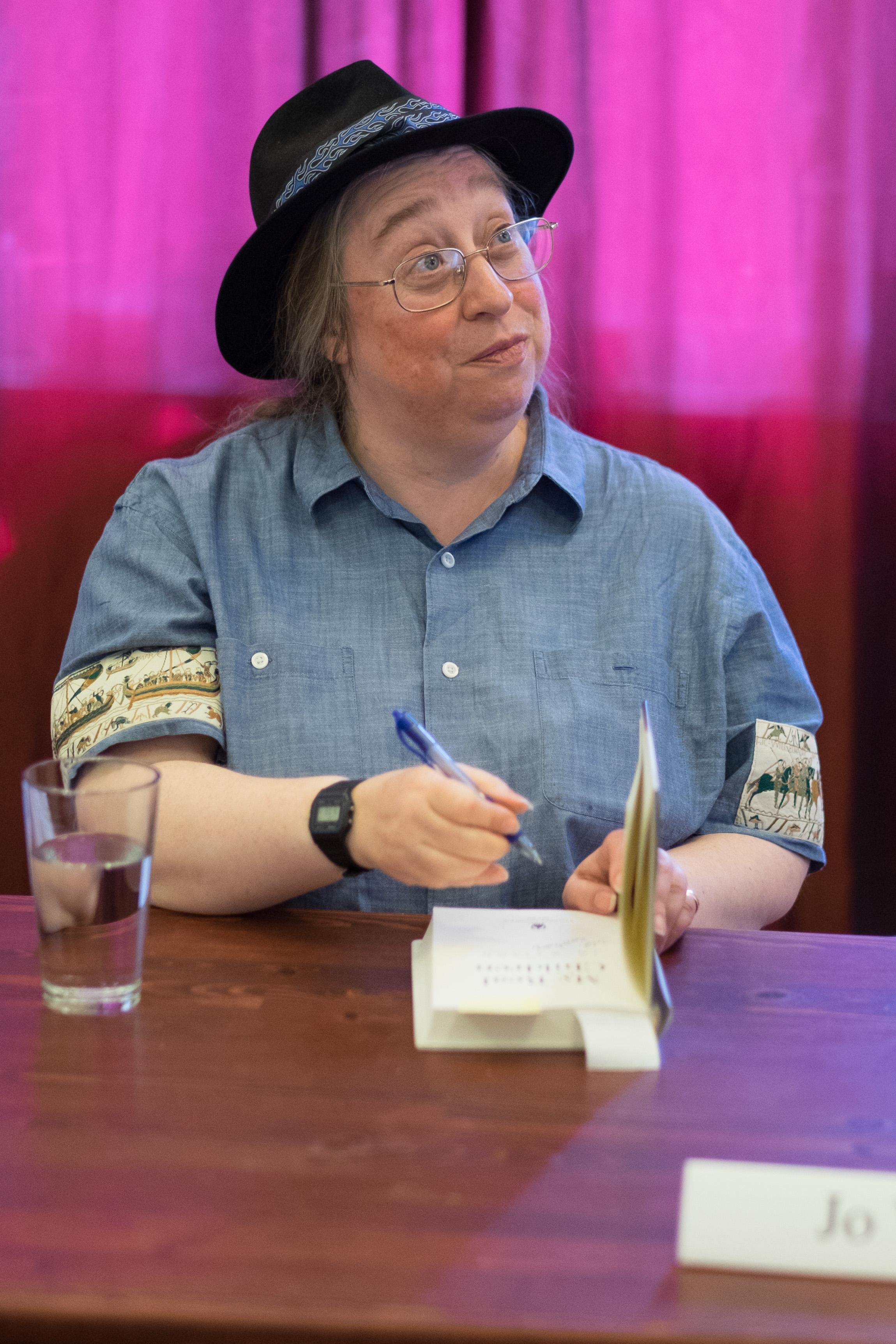
Jo Walton en 2014.

Jo Walton naît le 1er décembre 1964 à Aberdare au pays de Galles.
Elle fait ses études à Aberdare (à la Park school puis à l'Aberdare Girls’ Grammar School), à Cardiff (à la Howell's School Llandaff), dans le Shropshire (Oswestry School) et enfin à l'université de Lancaster.[réf. nécessaire]
Après avoir passé deux ans à Londres, elle repart à Lancaster, et en 1997 elle s'installe à Swansea qu'elle quitte en 2002 pour le Canada.[réf. nécessaire]
Depuis la publication de son premier roman, elle habite Montréal. Elle a un fils et son second mari est natif d'Irlande.[réf. nécessaire]
Jo Walton parle couramment gallois, « sa seconde langue maternelle », qu'elle a étudié de cinq à seize ans. Sa grand-mère était une enseignante et traductrice de gallois reconnue.[réf. nécessaire]
Jo Walton écrit depuis l'âge de treize ans.[réf. nécessaire] Elle n'a été publiée qu'en 2000 avec la parution de son premier roman, The King's Peace. Avant cela, elle a publié dans des fanzines avec son premier mari Ken Walton.
Elle a, entre autres, reçu le prix Hugo et le prix Nebula pour son roman Morwenna.

## Œuvres

### SérieKing's Peace
1. (en) The King's Peace, 2000
2. (en) The King's Name, 2001
3. (en) The Prize in the Game, 2002

### SérieLe Subtil Changement
1. Le Cercle de Farthing, Denoël, coll. « Lunes d'encre », 2015 ((en) Farthing, 2006), trad. Luc CarissimoRéédition, Gallimard, coll. « Folio SF » no 572, 2017
2. Hamlet au paradis, Denoël, coll. « Lunes d'encre », 2015 ((en) Ha'penny, 2007), trad. Florence DolisiRéédition, Gallimard, coll. « Folio SF » no 582, 2017
3. Une demi-couronne, Denoël, coll. « Lunes d'encre », 2016 ((en) Half a Crown, 2008), trad. Florence DolisiRéédition, Gallimard, coll. « Folio SF » no 596, 2017

### SérieThe Just City
1. (en) The Just City, 2015
2. (en) The Philosopher Kings, 2015
3. (en) Necessity, 2016

### Romans indépendants
- Les Griffes et les Crocs, Denoël, coll. « Lunes d'encre », 2017 ((en) Tooth and Claw, 2003), trad. Florence DolisiRéédition, Gallimard, coll. « Folio SF » no 643, 2019 - Prix World Fantasy du meilleur roman 2004
- Pierre-de-vie, Denoël, coll. « Lunes d'encre », 2019 ((en) Lifelode, 2009), trad. Florence DolisiRéédition, Gallimard, coll. « Folio SF » no 692, 2021 - Prix Mythopoeic 2010
- Morwenna, Denoël, coll. « Lunes d'encre », 2014 ((en) Among Others, 2011), trad. Luc CarissimoRéédition, Gallimard, coll. « Folio SF » no 549, 2016 - Prix Hugo du meilleur roman 2012, prix Nebula du meilleur roman 2011 et prix British Fantasy du meilleur roman 2012
- Mes vrais enfants, Denoël, coll. « Lunes d'encre », 2017 ((en) My Real Children, 2014), trad. Florence DolisiRéédition, Gallimard, coll. « Folio SF » no 631, 2019 - Prix James Tiptree, Jr. 2014, prix ActuSF de l'uchronie 2017 et prix Planète SF des blogueurs 2017
- (en) The Rebirth of Pan, 2015
- (en) Lent, 2019
- Ou ce que vous voudrez, Denoël, coll. « Lunes d'encre », 2022 ((en) Or What You Will, 2020), trad. Florence DolisiRéédition, Gallimard, coll. « Folio SF » no 754, 2024 - Prix Mythopoeic 2022

### Recueils de nouvelles
- (en) Sibyls & Spaceships, 2009
- (en) Starlings, 2018

### Nouvelles parues en français
- La Pièce au panda, 2019 ((en) The Panda Coin, 2011), trad. Erwan Devos et Hermine HémonPubliée dans l'anthologie Utopiales 2019, ActuSF, 2019
- En sommeil, 2014 ((en) Sleeper, 2014), trad. Sylvie DenisPubliée dans l'anthologie Utopiales 2014, ActuSF, 2014
- Ce besoin du même, 2021 ((en) The Need to Stay the Same, 2015), trad. Florence DolisiPubliée dans la revue Galaxies no 69
- Un fardeau partagé, 2019 ((en) A Burden Shared, 2017), trad. Mathieu ArèsPubliée dans la revue Brins d'éternité no 54

### Essais
- (en) What Makes This Book So Great, 2014Recueil d'essais et de critiques de livres